# Paulette Bray-Bouquet
Paulette Bray-Bouquet (23 mars 1911 - 1954) est une aviatrice française, pionnière de l'aviation, en servìce dans l'Armée de l'air entre 1939 et 1946 .

## Débuts dans l'armée française
En 1939, elle est réquisitionnée avec trois autres pilotes, Maryse Bastié, Claire Roman et Maryse Hilsz pour convoyer des avions vers le front. Par la suite, avec le décret du 27 mai 1940, qui autorise la création d'un corps féminin de pilotes auxiliaires, elle poursuit les convoyages. Le corps féminin est dissous le 1e septembre de la même année, avec la débâcle de l'armée française.

## Livres
- Charles Christienne, Pierre Lissarrague A History of French Military Aviation, Volume 62 p. 519.
- Johanna Hurni Femmes dans les forces armées Effingerhof, 1992 p. 133.